# Stephen Fox-Strangways
Stephen Fox-Strangways (12 septembre 1704 - 26 septembre 1776) est un pair britannique et membre du Parlement. Il est créé comte d'Ilchester.

## Biographie
Il est le fils aîné survivant de Sir Stephen Fox (1627-1716), le premier payeur des Forces, considéré comme le "roturier le plus riche des trois royaumes" et de sa seconde épouse Christiana Hope. Le frère cadet d'Ilchester est Henry Fox, 1er baron Holland, de Holland House à Kensington, le père de l'homme d'État whig Charles James Fox.

## Carrière
Il fait ses études au Collège d'Eton et à Christ Church, Oxford puis fait un Grand Tour. À la mort de son père en 1716, il hérite (entre autres propriétés) de Redlynch Park dans le Somerset, où il améliore la maison et les jardins. Il achète d'autres terres dans le Wiltshire et le Somerset. Il est nommé au poste lucratif de payeur des Forces sous Charles II, poste auquel son père a fait sa fortune.
En 1726, il est élu député de Shaftesbury dans le Dorset, siège qu'il conserve jusqu'en 1741, date à laquelle il est élevé à la pairie de Grande-Bretagne comme baron Ilchester, d'Ilchester dans le comté de Somerset et baron Strangways, de Woodford dans le comté de Dorset. En 1747, il est créé baron Ilchester et Stavordale de Redlynch, dans le comté de Somerset, avec un reste spécial à défaut de son propre fils à son jeune frère Henry Fox, et en 1756, il est créé comte de Ilchester, avec le même reste spécial. En 1763, il est admis au Conseil privé.

## Homosexualité
Stephen Fox est l'amant du diariste et courtisan Lord Hervey pendant une période de dix ans, de 1726 à 1736. Il subsiste de nombreuses lettres passionnées entre les deux. Hervey a d'abord cherché les faveurs du frère de Stephen, Henry Fox, mais lorsqu'il est "repoussé avec charme", il fait sa cour à Stephen. Sa relation avec Lord Hervey prend fin en 1735 lorsque Stephen conclu un mariage arrangé.

## Mariage et descendance

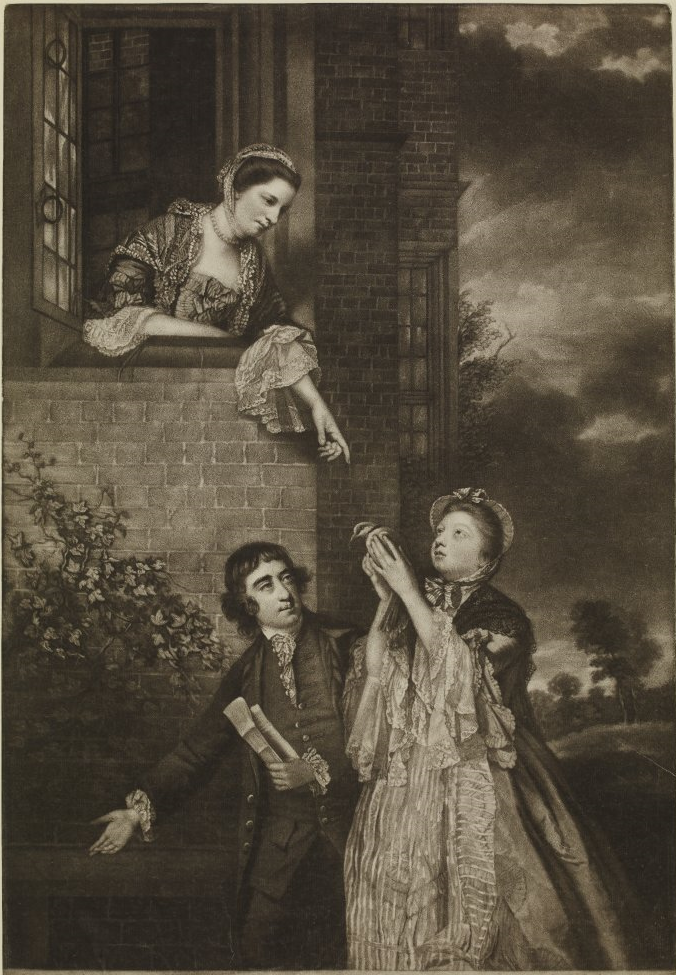
1762 Mezzotint "Mesdames Sarah Lennox et Susan Strangeways, avec Charles James Fox" à Holland House, Kensington. Il se tient à côté de sa cousine germaine Susan Fox-Strangways, tenant un pigeon, tandis que sa tante Sarah Lennox (1745-1826) (la plus jeune sœur de sa mère) se penche par une fenêtre au-dessus. Après l'original par Sir Joshua Reynolds, British Museum.

En 1735, à l'âge de 31 ans, un mariage arrangé est conclu pour lui avec Elizabeth Horner, 13 ans, fille et unique héritière de Thomas Strangways Horner (1688-1741), fils de George Horner et député de Mells Manor à Somerset, shérif de Somerset à 1711/12, et de son épouse Susanna Strangways, héritière unique de son frère Thomas Strangways (décédé en 1726) et une fille de Thomas Strangways (1643-1713), député, de Melbury House. Conformément aux termes du testament du frère de sa femme, mort sans enfant en 1726, Thomas Horner a adopté pour lui et ses descendants le nom et les armes de Strangways. Le mariage est arrangé secrètement par la mère de la mariée Susanna Strangways, dont l'amant est Henry Fox, le frère cadet de Stephen. Thomas Horner s'est fortement opposé au mariage (sa femme lui a refusé toute implication dans l'organisation), non seulement parce qu'il considère sa fille trop jeune, mais aussi parce qu'il s'oppose à la politique whig de la famille Fox. Son manoir de Mells passe à son frère cadet. En 1758, Stephen Fox prend également le nom de famille et les armes supplémentaires de Strangways, conformément aux conditions de l'héritage de sa femme. Par sa femme, il a la descendance suivante:
- Henry Fox-Strangways (2e comte d'Ilchester) (9 août 1747 - 5 septembre 1802)
- Stephen Strangways Digby Fox-Strangways (3 décembre 1751 - 12 mars 1836)
- Charles Redlynch Fox-Strangways (27 avril 1761 - 4 novembre 1836), qui épouse Jane Haines
- Susannah Sarah Louisa Fox-Strangways (1743 - 1827), connue sous le nom de "Susan". Elle fait l'objet de l'affection de son cousin germain, le futur homme d'État Whig Charles James Fox (1749-1806)[5]. Le jeune Charles est cependant très déçu quand en 1764 elle s'enfuit avec l'acteur irlandais William O'Brien (acteur) (en). Le mariage provoque un scandale dans la haute société, Horace Walpole commentant: "Même un valet de pied était préférable - la publicité de la profession du héros perpétue la mortification"[6].
- Lucy Fox-Strangways (1748 - 16 août 1787), épouse le colonel Stephen Digby

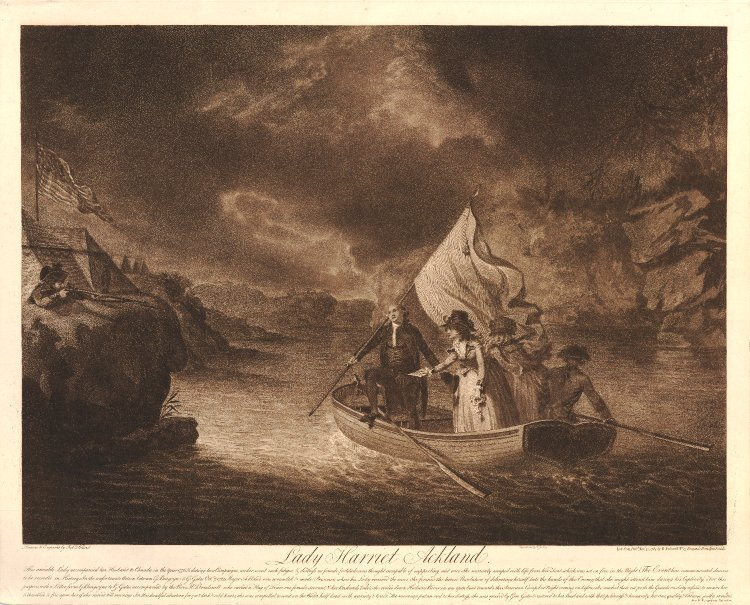
Harriet Acland (née Fox-Strangways) sur le fleuve Hudson, dessinée et gravée par Robert Pollard, 1784.

- Christian Henrietta Caroline Fox-Strangways, appelée Harriet (3 janvier 1749 - 21 juillet 1815), qui épouse en 1770 le colonel John Dyke Acland (1746-1778) de Tetton et Pixton à Somerset, député conservateur de Callington en Somerset Cornouailles, l'un des principaux propriétaires fonciers du West Country qui, en raison de ses opinions traditionnelles des conservateurs, est considéré comme un "rustre provincial" par l'ensemble des Whig de la famille Fox qui s'est réuni à Holland House[7]. C'était une figure héroïque qui accompagnait son mari pendant qu'il combattait dans la Guerre d'indépendance des États-Unis, et là traverse le fleuve Hudson dans les lignes ennemies pour le soigner après qu'il a été blessé, scène qui est ensuite décrite dans un tableau exposé à la Royal Academy[8]. Leur fille et seul enfant survivant, Kitty Acland, épouse Henry Herbert (2e comte de Carnarvon) (1772–1833).
- Frances Muriel Fox-Strangways (août 1755 - 5 mai 1814), qui épouse Valentine Quin (1er comte de Dunraven et Mount-Earl).

Il est décédé en septembre 1776, à l'âge de 72 ans, et est remplacé par son fils Henry Fox-Strangways (2e comte d'Ilchester).